# Oligonychus pratensis
Oligonychus pratensis är en spindeldjursart som först beskrevs av Banks 1912.  Oligonychus pratensis ingår i släktet Oligonychus och familjen Tetranychidae. Inga underarter finns listade i Catalogue of Life.